# Bulbophyllum punamense
Bulbophyllum punamense är en orkidéart som beskrevs av Rudolf Schlechter. Bulbophyllum punamense ingår i släktet Bulbophyllum och familjen orkidéer. Inga underarter finns listade i Catalogue of Life.